# Gara Satu Mare Sud
Gara Satu Mare Sud este o gară care deservește municipiul Satu Mare, România. Se află pe magistrala CFR 400.